# Aphyosemion chauchei
Aphyosemion chauchei är en fiskart som beskrevs av Huber och Scheel, 1981. Aphyosemion chauchei ingår i släktet Aphyosemion och familjen Nothobranchiidae. IUCN kategoriserar arten globalt som otillräckligt studerad. Inga underarter finns listade i Catalogue of Life.